# Termosol
Termosol je jeden z nejstarších způsobů kontinuálního barvení tkanin.
Tkanina se napouští barvivem ve vlažné lázni a po usušení vystavuje po dobu cca 1 minuty teplotám 180-220 °C. Textilní vlákna se „tepelným šokem“ dostávají do poloplastického stavu, takže barvivo do nich může rychle vnikat. 
Technologie termosol se uplatňuje při barvení syntetických materiálů, především polyesteru a směsí s polyesterem, typické je barvení směsí PES/CO (např. popelíny). Nejpoužívanější jsou disperzní a v menší míře přímá nebo speciální barviva.
Barvení se provádí na agregátech sestávajících z fuláru a pařáku, kombinace strojů jsou označovány např. Pad-Roll , Pad-Steam , Pad-Develop apod.